# M46 (astronomia)
M 46 (noto anche come Messier 46 o NGC 2437) è un ammasso aperto visibile nella costellazione della Poppa. Può essere osservato anche con un binocolo.

## Osservazione

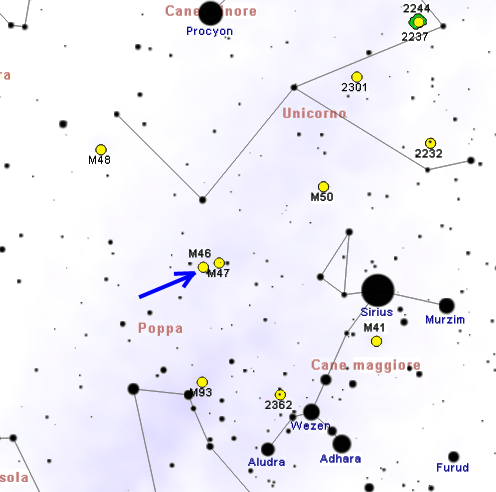
Mappa per individuare M46.

Si individua nel nord della costellazione; non vi sono tuttavia stelle particolarmente rilevanti nelle sue vicinanze. L'unica di una certa importanza è la stella 2 Argus Navis (oggi 2 Puppis) di sesta magnitudine. L'oggetto vicino più importante rimane comunque l'ammasso M47, che si trova a circa un grado ad ovest di M46. M46 è ben visibile con un binocolo, che ne permette la parziale risoluzione in stelle; un telescopio da 150–200 mm lo risolve completamente, ed è in grado di mostrare pure la sua caratteristica più celebre, ossia la nebulosa planetaria, nota come NGC 2438, che si trova apparentemente nella sua direzione.
M46 si trova nell'emisfero australe celeste, ma la sua declinazione è sufficientemente bassa da poter essere osservabile da tutte le aree popolate della Terra; il periodo di osservazione nel cielo serale va da gennaio fino a tutto aprile.

## Storia delle osservazioni
L'ammasso fu scoperto nel 1771 da Charles Messier, il quale lo descrive così: "Ammasso di piccolissime stelle fra la testa del Cane Maggiore e le due zampe posteriori dell'Unicorno; localizzata in relazione alla stella 2 Navis, 6a magnitudine, secondo Flamsteed; le stelle non possono essere viste se non con un buon telescipio; l'ammasso contiene una modesta nebulosità". Come accadde anche ad altri oggetti, anche questo ricevette delle coordinate errate e divenne così uno degli oggetti perduti, finché non fu riconosciuto nel 1959. In seguito al Messier l'oggetto fu riosservato e descritto da altri osservatori, come l'ammiraglio Smyth ed il pastore Webb

## Caratteristiche
M46 si trova ad una distanza di circa 5.400 anni luce dalla Terra, ed ha un'età stimata a 300 milioni di anni. L'ammasso contiene circa 500 stelle, di cui 150 di magnitudine tra 10 e 13; il suo diametro angolare è di circa 27', mentre il suo diametro reale è di 30 anni luce. Studiando il suo spostamento verso il rosso si deduce che l'ammasso recede rispetto a noi alla velocità di 41,4 km/s.
Caratteristica interessante di questo ammasso, come detto prima, è la presenza di una nebulosa planetaria, catalogata come NGC 2438, che sembra trovarsi apparentemente al suo interno. In realtà essa è più vicina M46: la sua distanza è stata stimata in 2.900 anni luce e si trova sovrapposta all'ammasso per un semplice effetto di prospettiva.

### Libri
- (EN) Stephen James O'Meara, Deep Sky Companions: The Messier Objects, Cambridge University Press, 1998, ISBN 0-521-55332-6.

### Carte celesti
- Toshimi Taki, Taki's 8.5 Magnitude Star Atlas, su geocities.jp, 2005. URL consultato il 7 novembre 2010 (archiviato dall'url originale il 5 novembre 2018). - Atlante celeste liberamente scaricabile in formato PDF.
- Tirion, Rappaport, Lovi, Uranometria 2000.0 - Volume II - The Southern Hemisphere to +6°, Richmond, Virginia, USA, Willmann-Bell, inc., 1987, ISBN 0-943396-15-8.
- Tirion, Sinnott, Sky Atlas 2000.0 - Second Edition, Cambridge, USA, Cambridge University Press, 1998, ISBN 0-933346-90-5.
- Tirion, The Cambridge Star Atlas 2000.0, 3ª ed., Cambridge, USA, Cambridge University Press, 2001, ISBN 0-521-80084-6.